# Mittelerde: Schatten des Krieges
Mittelerde: Schatten des Krieges ist ein 2017 veröffentlichtes Action-Rollenspiel von Monolith Productions. Es basiert inhaltlich auf der Herr-der-Ringe-Lizenz und ist das Nachfolger-Spiel des 2014 erschienenen Mittelerde: Mordors Schatten. Das Spiel erschien am 10. Oktober 2017 für Windows, Xbox One und PlayStation 4.

## Handlung
Das Spiel ist zeitlich zwischen den Ereignissen von Der Hobbit und Der Herr der Ringe angesiedelt und spielt nach dem Vorgänger Mittelerde: Mordors Schatten. Talion ist immer noch mit dem Geist des Elbenschmiedes Celebrimbor verbunden, welcher damals den Einen Ring für Sauron fertigte, der diesem ermöglichte, zum dunklen Lord aufzusteigen. Nun hat Celebrimbor einen neuen Ring der Macht erschaffen, mit dem Ziel, durch diesen zu einem mächtigen König aufzusteigen. Talion hingegen zeigt wenig Interesse an Macht, doch unterstützt er Celebrimbor dabei, den neu erwachten Sauron und seine dunkle Armee daran zu hindern, sich Mittelerde einzuverleiben. Hierzu muss Talion eine Armee von Orks aufstellen, um seinem Feind in Mordor entgegenzutreten.

## Entwicklung und Veröffentlichung
Ende Februar 2017 kündigte Warner Bros. Interactive Entertainment den Titel Mittelerde: Schatten des Krieges an, welcher an die Geschichte von Mittelerde: Mordors Schatten anknüpft. Der Titel soll in Europa am 10. Oktober 2017 für PC, PlayStation 4 und Xbox One im Handel erhältlich sein. Die Distribution erfolgt über Steam bzw. Microsofts Play Anywhere für die Xbox-Version.
Schatten des Krieges erscheint in vier verschiedenen Editionen. Neben der Standard-Edition wird es eine Silber-, Gold- und Mithril-Edition geben, die neben einem Exemplar des Spieles viele weitere Inhalte wie beispielsweise einen Zugang zu kommenden Erweiterungen beinhalten.
Kontroversen bis hin zu Boykott-Aufrufen löste das Mikrotransaktionssystem aus, mit dem mittels sogenannter Lootboxen Verbündete für den Endkampf des Spiels erworben werden können, ohne sie erst zeitaufwendig zu rekrutieren und auszubilden. Dadurch würde die Anstrengung umgangen, eine persönliche Ork-Armee aufzubauen und die Zeit verkürzt, um zur Schlusssequenz zu gelangen. Diese Sequenz schließt die Geschichte logisch ab und ist damit essenzieller Teil der Erzählung, kann ohne die Investition in Zeitaufwand oder Währung, Ingame oder real, nur schwer erreicht werden.
Laut Produzent Michael de Plater von Monolith war die Entwicklung von Mordors Schatten für das Studio eher eine grundlegende Arbeit, wie man Open-World-Spiele zu machen habe und wurde dadurch im Ausmaß des Umfangs verhältnismäßig eingeschränkt. Mit der gesammelten Erfahrung konnte man nunmehr für Teil 2 größer planen und einen großen Blockbuster, wie ursprünglich ausgemalt, besser verwirklichen. In diesem Teil soll die Einzelspielererfahrung eher dem epischen Schlachtengefühl, wie man es aus den Filmen der Hauptserie kenne, weichen. Mit der Technik von Schatten des Krieges sind großangelegte Schlachten möglich, die zum Teil von den zuvor rekrutierten Gefolgsleuten ausgetragen werden, damit sich der Spieler selbst mitten ins Getümmel stürzen kann. Auch wurde neben dem gewaltreichen Szenario auf etwas Humor zur Auflockerung geachtet, um einen Kontrast zur Blutlust der Orks zu bieten und das Spiel nicht allzu blutrünstig erscheinen zu lassen.

## Spielprinzip
Wie schon im Vorgänger spielt auch hier wieder das sogenannte Nemesis-System eine zentrale Rolle. Der Protagonist Talion kann dabei seine Feinde durch die Fähigkeiten des Elbenlords Celebrimbor auf seine Seite ziehen und dadurch in der Armee Saurons für Unruhe und Revolten sorgen. Dieses Mal umfasst das System dabei mehr als nur die Hauptmänner und Häuptlinge der Orkarmee, es können auch andere Gefolgsleute rekrutiert werden, welche wiederum ein Verhalten basierend auf den Entscheidungen des Spielers zeigen sollen. Zudem soll der Aspekt auch vermehrt auf einem Action-RPG liegen, um für den Spieler eine individuellere Erfahrung als noch im ersten Teil zu schaffen.
Im Anfang März 2017 veröffentlichten Gameplayvideo wird eine Schlacht um eine Orkfestung gezeigt, die angeblich je nach Persönlichkeit und Stamm des Festungsoverlords anders generiert werden sollen. Dies wirkt sich auf Optik sowie Art der Verteidigungen und benötigter Taktik zur Eroberung aus.

## Rezeption
Mittelerde: Schatten des Krieges hat national und international durchschnittlich gute Bewertungen erhalten. In der Kritik stand das System der Mikrotransaktionen.

„Wie Gollum den Ring liebte und hasste, so liebe und hasse ich dieses Spiel. Ich liebe es für seine geniale Umsetzung von Mordor und hasse es für bizarren Unfug wie sexy Kankra. Ich liebe es für seine fantastischen Kämpfe und hasse es für die oft frustrierende Steuerung. Ich liebe es für all die durchdachten, massiven und wichtigen Verbesserungen, die es an den Ideen seines Vorgängers vornimmt - und ich hasse, dass zu den Neuerungen auch das unsägliche Lootbox-Modell gehört.“

„Mittelerde: Schatten des Krieges ist ein echtes Epos, was den Umfang angeht. Der Vorgänger war schon nicht klein, aber diesmal habt ihr mehr Gebiete, die Burgen, die eigene Ork-Armee, die Loot-Waffen, Reittiere und vieles mehr. Alles greift erstaunlich gut ineinander und auch wenn Schatten des Krieges immer ein von seinen Mechaniken statt seiner Dramaturgie getriebenes Spiel sein wird, kann es sich nicht über zu wenig Charakter beklagen. Selbst wenn die Orks oft zu redselig sind, es sind die Open-World-Sandbox-Momente und die daraus spontan entstandenen Schlachten, die euch in Erinnerung bleiben und zusammen mit dem Nemesis-System schreibt ihr wirklich ein wenig eine eigene Geschichte in Mordor.“

„Mechanisch und inhaltlich ist Schatten des Krieges in nahezu jeder Hinsicht besser und damit ein gelungener Nachfolger zu Mordors Schatten. Die nach wie vor an Rocksteadys Batman angelehnten Kämpfe sind schnell, dynamisch und brachial, können aber bei den neuen, durchaus interessanten Festungseroberungen zu hektisch-chaotischen Knopfdruck-Stakkatos führen. Mit dem stark erweiterten Nemesis-System, das erstaunlicherweise noch nicht von anderen Titeln aufgenommen und variiert wurde, hat man erneut eine spannende sowie häufig überraschende Grundlage, die dafür sorgt, dass man sich als Spieler nie in Sicherheit wiegen kann – auch wenn die KI vor allem in Schleichsituationen zu schnell überwältigt werden kann.“